# Veilingshuis De Vuyst
Veilingshuis De Vuyst is een familiaal Belgisch veilinghuis, gevestigd in Lokeren.
Van oorsprong is deze familiezaak, opgericht door Gaston De Vuyst (1910-1992), sinds 1962 uitgegroeid tot een internationale speler op de Belgische kunstmarkt.
Het veilinghuis is gespecialiseerd in oude en hedendaagse meesters.

## Topstukken
- 2022: ‘De plezierboot’ van Gustave De Smet , 640.000 euro.[4]
- 2003:  “Dame in ’t blauw”, van James Ensor, 275.000 euro.
- 2023: 'Ecce homo’ van James Ensor, 300.000 euro.[5]

## Galerij

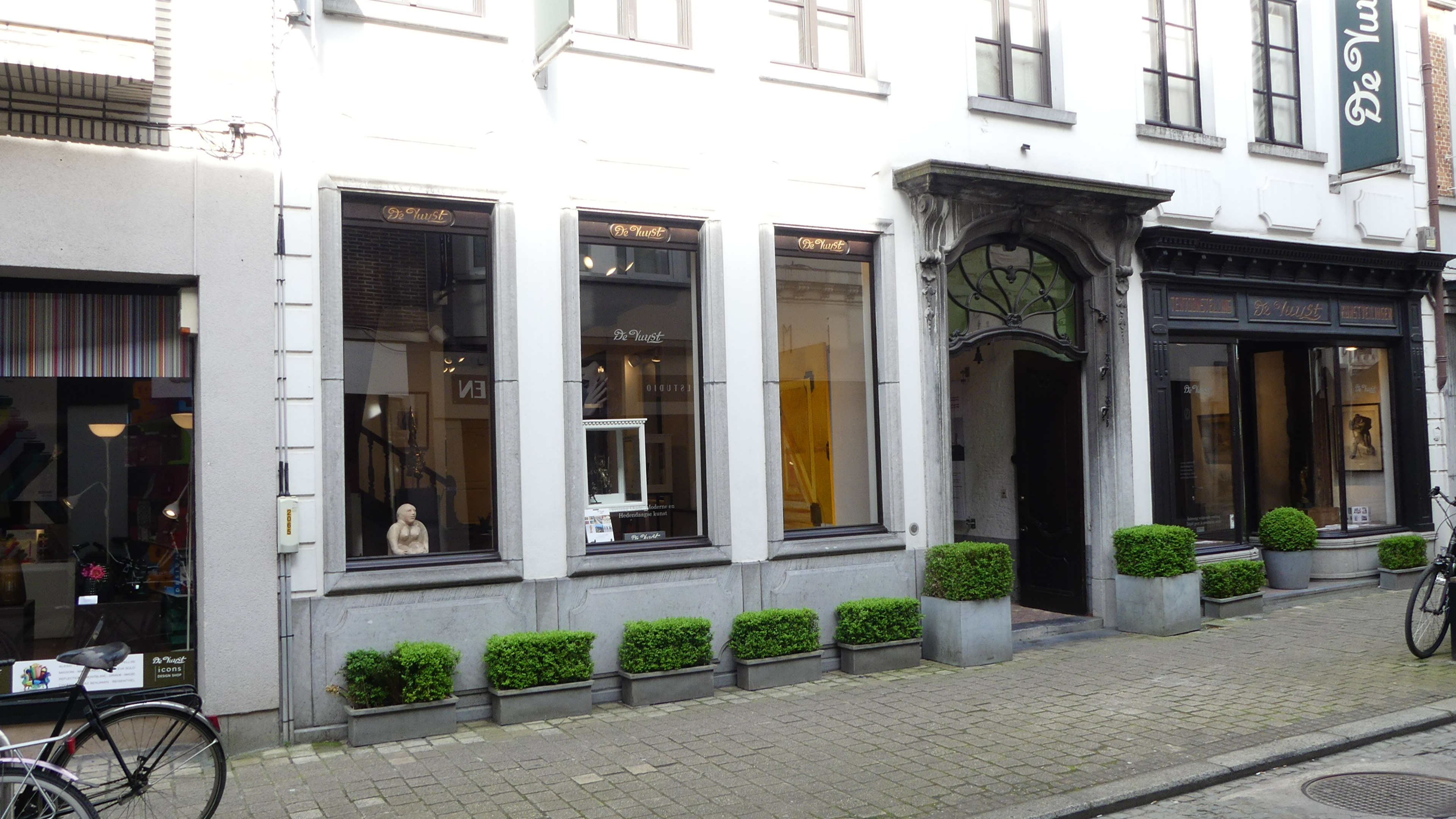
Gevel in Lokeren
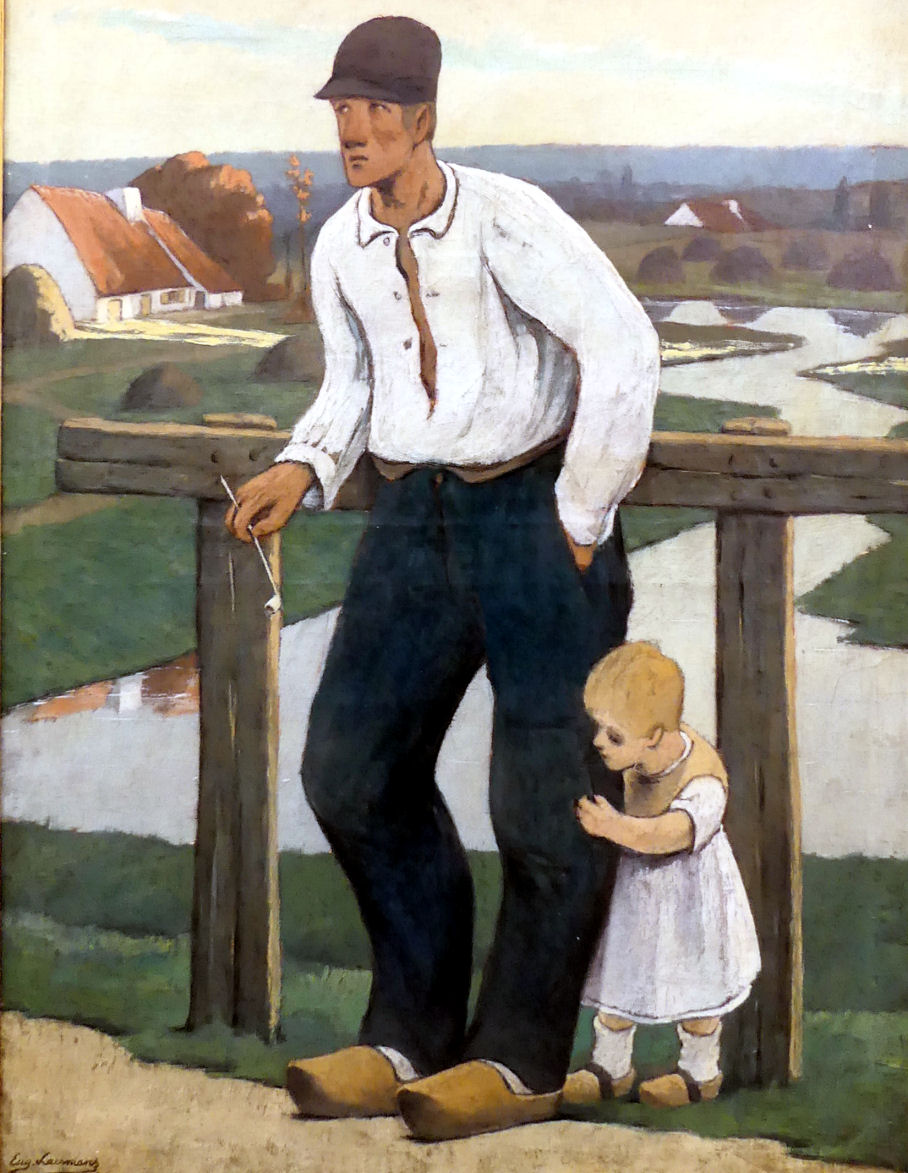
Vader & zoon, door Eugène Laermans.
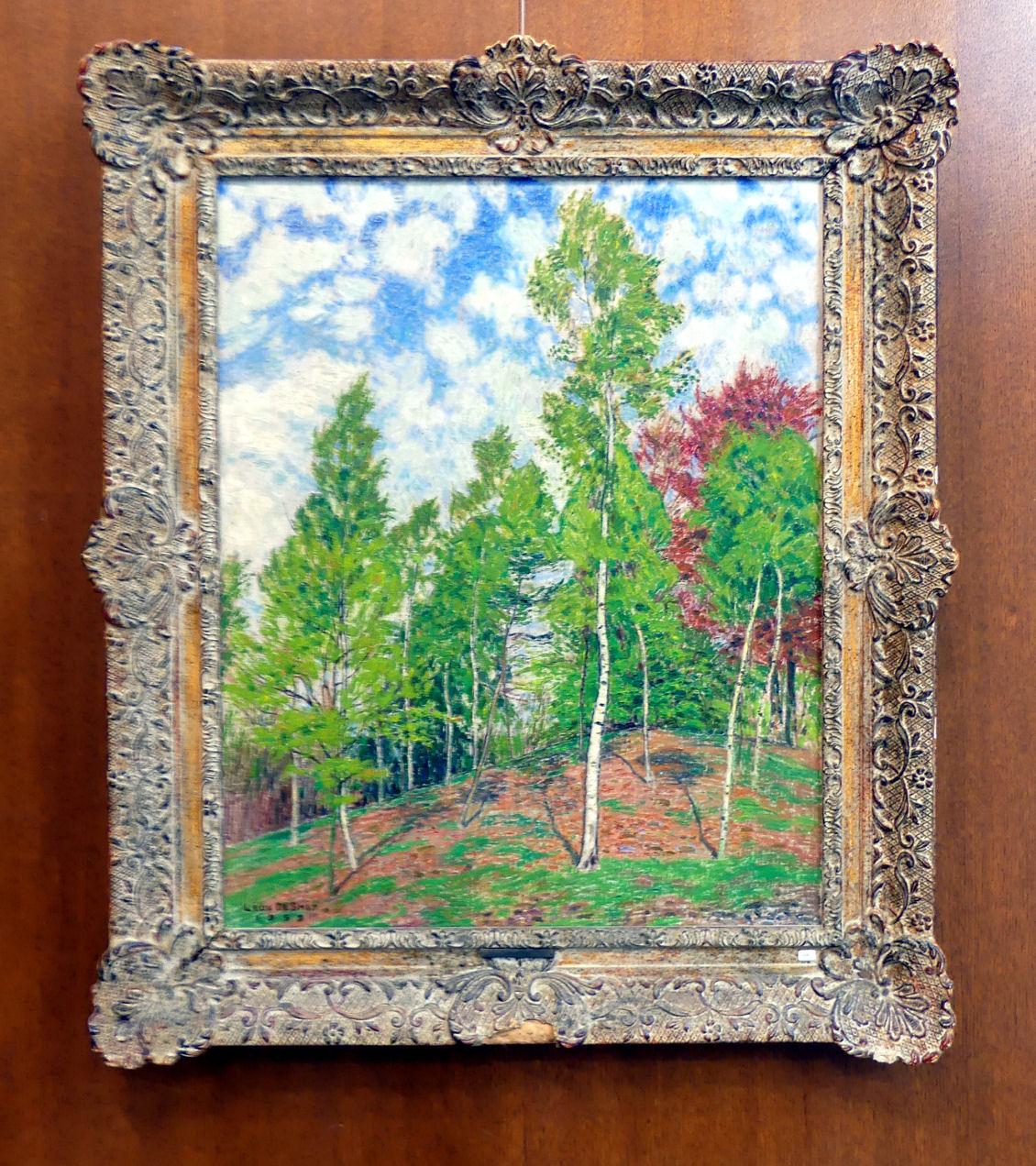
Bosrand, door Léon De Smet